# Marienstift Arnstadt
Das Marienstift Arnstadt ist ein Fachkrankenhaus für Orthopädie und Anästhesiologie mit Sitz in Arnstadt, Thüringen. Es ist zudem Akademisches Lehrkrankenhaus der Universität Jena.

## Geschichte
Die Geschichte des heutigen Marienstifts beginnt schon vor der Gründung des eigentlichen Krankenhauses im Jahr 1925 mit der Einrichtung der Marienstift-Stiftung durch den Ortsausschuss des Vereins für Krüppelfürsorge in Thüringen und dem Konsistorialrat Emil Petri 1904. Am 4. April 1905 nahm die Heil-, Pflege- und Erziehungsanstalt für bildungsfähige Krüppel unter Aufsicht des Direktors Emil Petri die Arbeit auf, zunächst aber als Schul- und Berufsausbildungsstätte im „Alten Haus“. 1914 wurde dann ein Handwerkerhaus errichtet, womit der erste Erweiterungsbau folgte. Die eigentliche Errichtung einer Orthopädischen Klinik erfolgte erst am 22. Dezember 1925 und damit die heutige offizielle Eröffnung als Krankenhaus.
Am 1. April 1930 übernahm nach dem Tod Petris der Pfarrer Friedrich Behr den Posten des Direktors im Marienstift. Mit der Ernennung Adolf Hitlers zum Staatsoberhaupt des deutschen Reiches und den damit einhergehenden Folgen der Krankenmorde und Debatte um „lebensunwertes Leben“, sah sich die Einrichtung immer mehr vom NS-Staat bedroht. Dennoch wurde das Krankenhaus 1939 teilweise ein Lazarett, blieb aber bis zum Ende der NS-Zeit ohne weitere Einschränkungen bestehen. Bei einem Luftangriff der Alliierten am 6. Februar 1945 wurde das „Alte Haus“ zerstört, dabei kamen drei Schwestern ums Leben. Nach Kriegsende und mit der Sowjetischen Militäradministration in Deutschland wurde das Krankenhaus als Lazarett aufgelöst und wieder für private Patienten freigegeben.

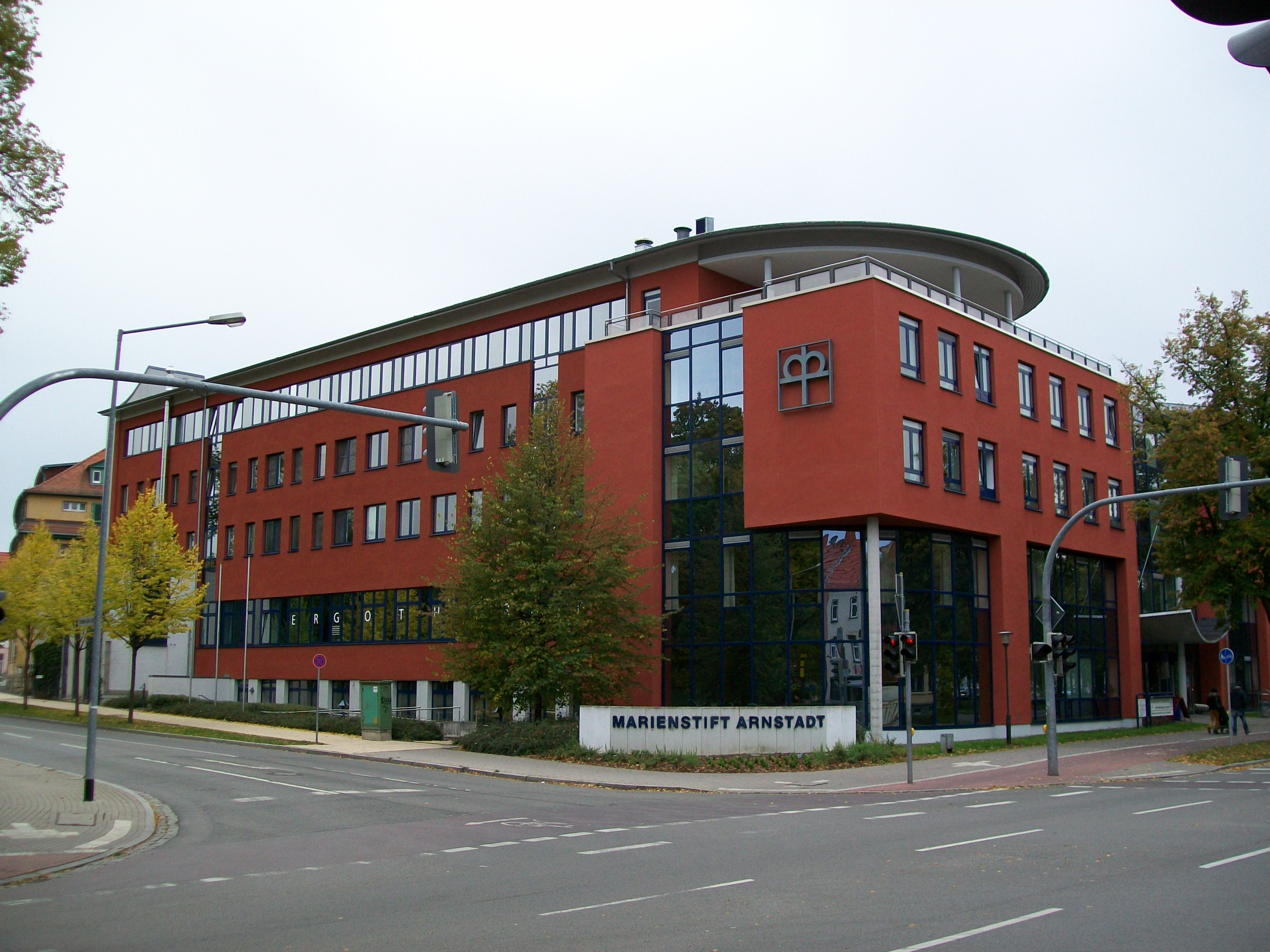
Marienstift Arnstadt

Das alte Werkstättenhaus wurde 1951 nach einer Aufstockung zum vorläufigen orthopädischen Kinderheim mit Sonderschule. 1952 wurde eine Baracke umfunktioniert zum Kirchensaal, ausgestattet mit einem Altar des Holzbildhauers Friedrich Popp, welcher gleichzeitig die Krankengymnastik im Marienstift leitete. Mit dem Tod des bisherigen Direktors am 4. August 1958 übernahm sein Sohn, Pfarrer Heinrich Behr, die Nachfolge als Direktor. Nach dem Baubeginn 1969 nahm am 28. Januar 1972 das Orthopädische Kinderpflegeheim in einem Neubau seine Arbeit auf, welches durch Spenden von westdeutschen Partnerkirchen finanziert wurde. Zum 1. Juli 1990 trat das Marienstift Arnstadt dem „Evangelischen Krankenhausverband e. V.“ bei, am 15. September folgte dann die Neubesetzung der Stelle von Direktor Behr zu Pfarrer Jürgen Friedrich. Am 19. März 1999 erfolgte die Grundsteinlegung für einen Neubau der Orthopädischen Klinik, ein Jahr später zogen Patienten und Personal in die ersten Bereiche des neuen Krankenhauses.
Mit einem Zentrum für Physiotherapie und medizinische Trainingstherapie erweiterte die Klinik ihr Angebot im November 2001. 2003 erfolgte die Einweihung des 2. Bauabschnitts der neuen orthopädischen Klinik, 2004 die Übernahme von 50 Prozent der Anteile am Sophien- und Hufeland-Klinikum Weimar. Am 5. April 2009 nahm der neue Direktor Pfarrer Andreas Müller seine Arbeit auf, nachdem Jürgen Friedrich in den Ruhestand verabschiedet wurde. Als Akademisches Lehrkrankenhaus des Universitätsklinikums Jena wurde das Marienstift am 22. Mai 2012 anerkannt, am 8. Juli 2013 wurde es durch die AOK-Plus Krankenkasse ausgezeichnet für „überdurchschnittlich gute Behandlungsqualität im Leistungsbereich Implantation von Kniegelenktotalendoprothesen“. 2014 erfolgte dann der Abriss des alten Klinikgebäudes auf dem Zentralgelände Wachsenburgallee. Nach der 2013 erfolgten Auszeichnung durch die AOK-Plus, überreichte am 19. April 2016 die damalige Gesundheitsministerin Thüringens Heike Werner das Zertifikat „Endoprothetikzentrum der Maximalversorgung“.
Im März 2017 erfolgte eine erneute Zertifizierung als „Zentrum für Fuß- und Sprunggelenkchirurgie“ unter eine von 21 Kliniken in ganz Deutschland. Am 12. Mai 2017 beschloss der Verwaltungsrat des Marienstifts die Erweiterung und Modernisierung der Fachklinik für Orthopädie, begründet durch die steigenden Patientenzahlen. Anstelle der alten abgerissenen Klinik erfolgte am 12. September 2017 der Spatenstich für den Neubau eines Medizinischen Versorgungszentrums (MVZ) mit einem Investitionsvolumen von ca. 5 Millionen Euro.

## Kliniken und Fachabteilungen
- Klinik für Orthopädie
- Klinik für Kinderorthopädie
- Klinik für Anästhesiologie, Intensivmedizin und Schmerztherapie

### Sonstige medizinische Einrichtungen
- Labor für Bewegungsanalyse
- Tagesklinik der Orthopädischen Klinik

## Kapelle

### Orgel
Im Jahr 2000 errichtet Bernhard Kutter eine neue Orgel mit mechanischer Register- und Tontraktur, mit 8 Registern auf zwei Manualen und Pedal. Das Schwester-Instrument befindet sich im Erfurter Priesterseminar Piushaus → Orgel. Die Disposition lautet wie folgt:
| I Manual C–g3 |               |       |
| 1.            | Gedackt       | 8′    |
| 2.            | Principal     | 4′    |
| 3.            | Rohrflöte     | 4′    |
| 4.            | Dulciana      | 4′    |
| 5.            | Nasat (Disk.) | 2 ⁄3′ |
| 6.            | Octave        | 2′    |
|               | Tremulant     |       |

| II Manual C–g3 |           |    |
| 7.             | Gedackt   | 8′ |
| 8.             | Principal | 4′ |
| 9.             | Rohrflöte | 4′ |
| 10.            | Dulciana  | 4′ |
| 11.            | Octave    | 2′ |

| Pedal C–f1 |           |     |
| 12.        | Subbaß    | 16′ |
| 13.        | Bordunbaß | 8′  |

- Koppeln:
  - Normalkoppeln: I/P, II/P
  - Suboktavkoppeln: II/I

Anmerkungen
1. 1 2 3 4 5  Transmission aus dem I. Manual